# Yayah Kallon
Yayah Kallon (* 30. Juni 2001 im Distrikt Kono) ist ein sierra-leonischer Fußballspieler, der bei Hellas Verona unter Vertrag steht und aktuell an die US Salernitana ausgeliehen ist.

## Herkunft
Kallon floh als Vierzehnjähriger zu Zeiten des Bürgerkrieg in Sierra Leone aus seiner Heimat, da er Angst davor hatte, Kindersoldat werden zu müssen. Nach acht Monaten Flucht durch Afrika erreichte er über das Mittelmeer die italienische Insel Lampedusa. Danach wurde er in Cassine in der Provinz Alessandria heimisch.

## Karriere
Kallon begann seine fußballerische Ausbildung beim Savona 1907 FBC, wo er bis 2018 in der Jugend spielte. Am 24. März 2019 (28. Spieltag) debütierte er in der Serie D, als er gegen die FBC Casale ASD eingewechselt wurde. In der Saison 2018/19 absolvierte er 18 Ligapartien und kam zu diversen Spielen im italienischen Pokal und im Viareggio Cup. Im Sommer 2019 wechselte er in die Jugend des CFC Genua. In der Folgesaison 2019/20 kam er zu sechs Spielen und einem Tor für die U19 Genuas. Die Spielzeit 2020/21 beendete er mit 29 Juniorenspielen und elf Toren. Am 22. Mai 2021 (38. Spieltag der Serie A 2020/21) stand er bei einem 1:0-Sieg über Cagliari Calcio eine halbe Stunde auf dem Platz und gab somit sein Debüt in der Serie A. Zur Saison 2021/22 unterschrieb er seinen ersten Profivertrag für den CFC.
Nach dem Abstieg von Genua wechselte er im August 2022 per Leihe zurück in die Serie A zu Hellas Verona, welche ihn im Sommer 2023 fest verpflichteten. Für die Rückrunde der Saison 2023/24 wurde er an die SSC Bari in die Serie B ausgeliehen. Im Sommer 2024 folgte die Leihe zur US Salernitana.